# Río Benamargosa
El río Benamargosa, más conocido como río de las Cuevas en su tramo alto, es un río de España de la cuenca mediterránea andaluza, que discurre en su totalidad por el territorio del este de la provincia de Málaga.

## Curso
Tiene una longitud de unos 56,95 km. Se considera que nace en la ladera sur de la Sierra del Rey, en la fuente del Borobollón, aunque también recibe aportes de arroyos provenientes de la sierra de Camarolos, y discurre en dirección noroeste-sureste hasta su desembocadura en el río Vélez en la proximidades de la localidad de Trapiche, en el término municipal de Vélez-Málaga. 
El arroyo de la Cueva nace en el término municipal de Colmenar y en Riogordo confluye con el arroyo de Auta dando lugar al río de la Cueva propiamente dicho. En este tramo la vegetación de ribera es abundante y se compone de fresnos (Fraxinus angustifolia) y otras especies como el sauce (Salix pedicellata), cañaveral (Arundo donax), adelfa (Nerium oleander) además de cultivos como el trigo.
Tras un recorrido de unos 24 kilómetros a través de los términos de Comares, Cútar y Benamargosa, el río de la Cueva confluye con el río Cútar junto al paraje del Salto del Negro, donde pierde su nombre y pasa a llamarse río Benamargosa.
Aparece descrito en el cuarto volumen del Diccionario geográfico-estadístico-histórico de España y sus posesiones de Ultramar de Pascual Madoz con las siguientes palabras:

BENAMARGOSA: r. en la prov. de Málaga, part. jud. de Velez-Málaga: tiene su orígen en las vertientes de las pueblas de Alfarnate y Alfarnatejo: lleva su curso por la v. de Riogordo, pasa lamiendo las cercanías de Benamargosa, y se une al dicho de Velez, por el part. de Cabrillas: generalmente es escaso de aguas, con especialidad en el verano, que 2 leg. antes de llegar á la v. de su nombre, las cortan para regar los huertos de sus orillas, perdiéndose la restante en la abundancia de arenas que lleva á su paso.
(Madoz, 1846, p. 175)

## Afluentes
- Río Iznate
- Río Almáchar y su afluente río del Borge
- Río Cútar
- Río Solano